# 圆果猕猴桃
圆果猕猴桃（学名：Actinidia globosa）是猕猴桃科猕猴桃属的植物，是中国的特有植物。分布在中国大陆的广西、湖南等地，生长于海拔1,000米至1,200米的地区，常生长在山地疏林中近水处，目前尚未由人工引种栽培。